# Jakob Springfeld

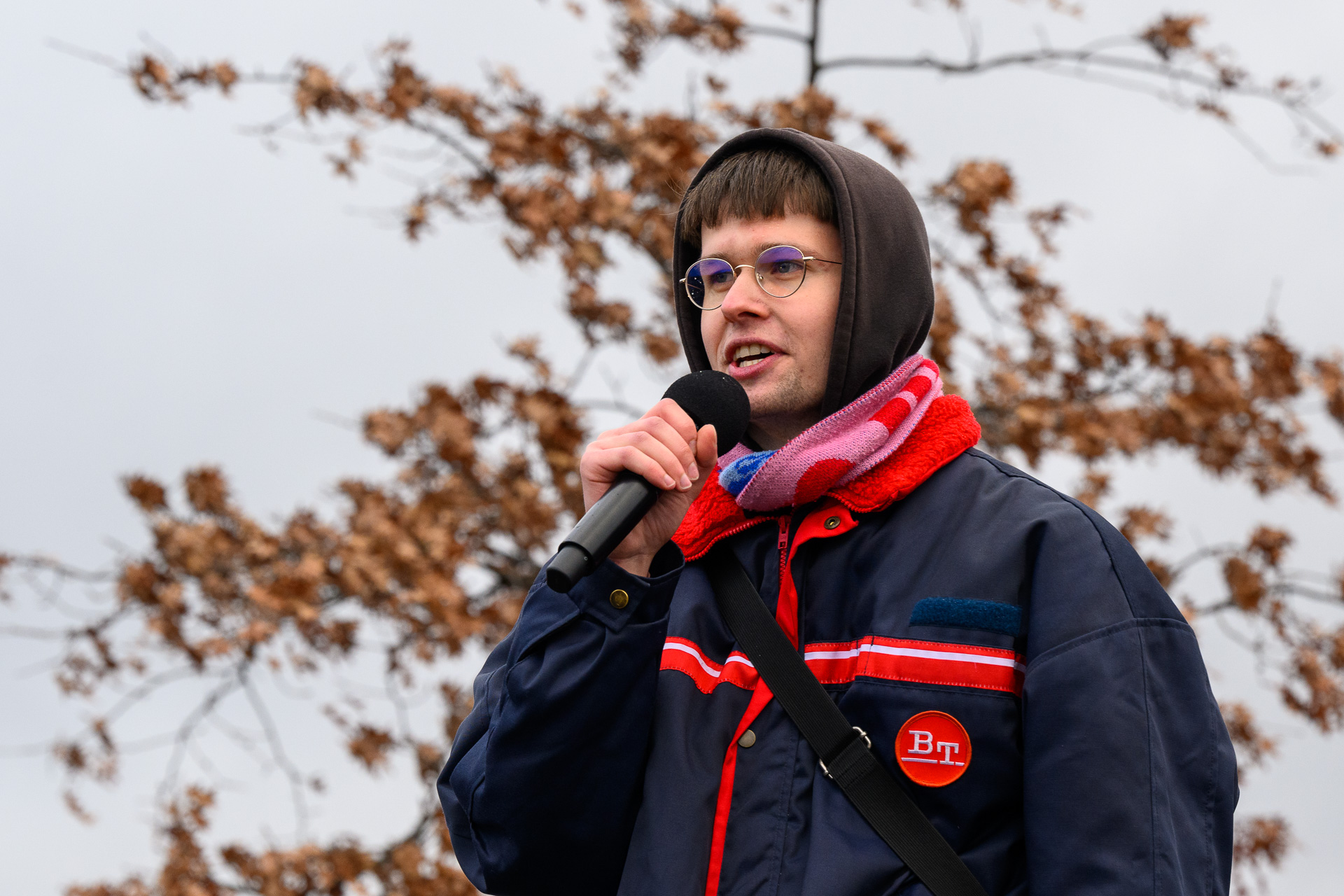
Jakob Springfeld bei „Hand in Hand gegen den Faschismus“

Jakob Springfeld (* 31. März 2002 in Zwickau) ist ein deutscher Autor, Menschenrechts- und Klimaaktivist aus Sachsen.

## Leben
Jakob Springfeld wurde 2002 im westsächsischen Zwickau geboren und wuchs dort auf. Nach seinem Abitur am Peter-Breuer-Gymnasium in Zwickau zog Jakob Springfeld nach Halle (Saale), wo er Politikwissenschaft und Soziologie studiert.

## Wirken
2015 wurden Springfelds Eltern in der ehrenamtlichen Arbeit mit Geflüchteten in Zwickau aktiv. Nach den gewalttätigen Ausschreitungen rechtsextremer Gruppen in Chemnitz im Jahr 2018 gründete er eine Ortsgruppe von Fridays for Future sowie der Grünen Jugend in Zwickau und setzte sich, auch öffentlich, gegen Rechtsextremismus ein. Diese Entscheidung brachte ihm regelmäßige Hassnachrichten und Gewaltandrohungen ein.
Er setzt sich nicht nur für Demokratie ein, sondern arbeitet auch aktiv daran, die Erinnerung an den NSU-Komplex aufrechtzuerhalten. Insbesondere in Zwickau, wo das Kern-Trio des Nationalsozialistischen Untergrunds (NSU) jahrelang unentdeckt lebte, bemüht er sich mit seinen Mitstreitern um eine angemessene Gedenk- und Erinnerungskultur.
Gemeinsam mit dem Journalisten Issio Ehrich hat Jakob Springfeld das Buch Unter Nazis. Jung, ostdeutsch, gegen Rechts verfasst. Dieses Werk schildert die harte Realität, mit der junge Antifaschisten in Städten wie Zwickau konfrontiert sind: Drohungen, Gewalt und Angst. Es betont jedoch auch die Möglichkeit, dass selbst solche Städte zu progressiven Keimzellen werden können. Springfeld fordert eine lautere Stimme der ostdeutschen Zivilgesellschaft, die nicht nur nach Angriffen durch Neonazis gehört wird.
Seit Juli 2024 betreibt er gemeinsam mit Lilly Blaudszun den Podcast „OKF – Ortskontrollfahrt“, der Teil von Fritz (rbb) ist. Die Gäste – unter anderem Finch Asozial, Felix Kroos, die Influencerin Stachel und das Model Betty Taube – stammen alle aus Ostdeutschland. Im Podcast berichten sie über ihr Aufwachsen in Ostdeutschland sowie über ihre Erfahrungen und die Vorurteile gegenüber den ehemaligen DDR-Bundesländern.
Im Januar 2025 veröffentlichte er sein Buch Der Westen hat keine Ahnung, was im Osten passiert – Warum das Erstarken der Rechten eine Bedrohung für uns alle ist. Darin analysiert er den wachsenden Einfluss rechtsextremer Strukturen in Deutschland, die Rolle staatlicher Institutionen sowie die gesellschaftliche Verantwortung im Kampf für Demokratie. Er kritisiert insbesondere die westdeutsche Wahrnehmung Ostdeutschlands und fordert eine gesamtgesellschaftliche Auseinandersetzung mit der Krise der Demokratie.
Er ist Mitglied des PEN Berlin e. V. sowie im Kuratorium der Theodor-Heuss-Stiftung.

## Aktuelle Entwicklungen und Kontroversen

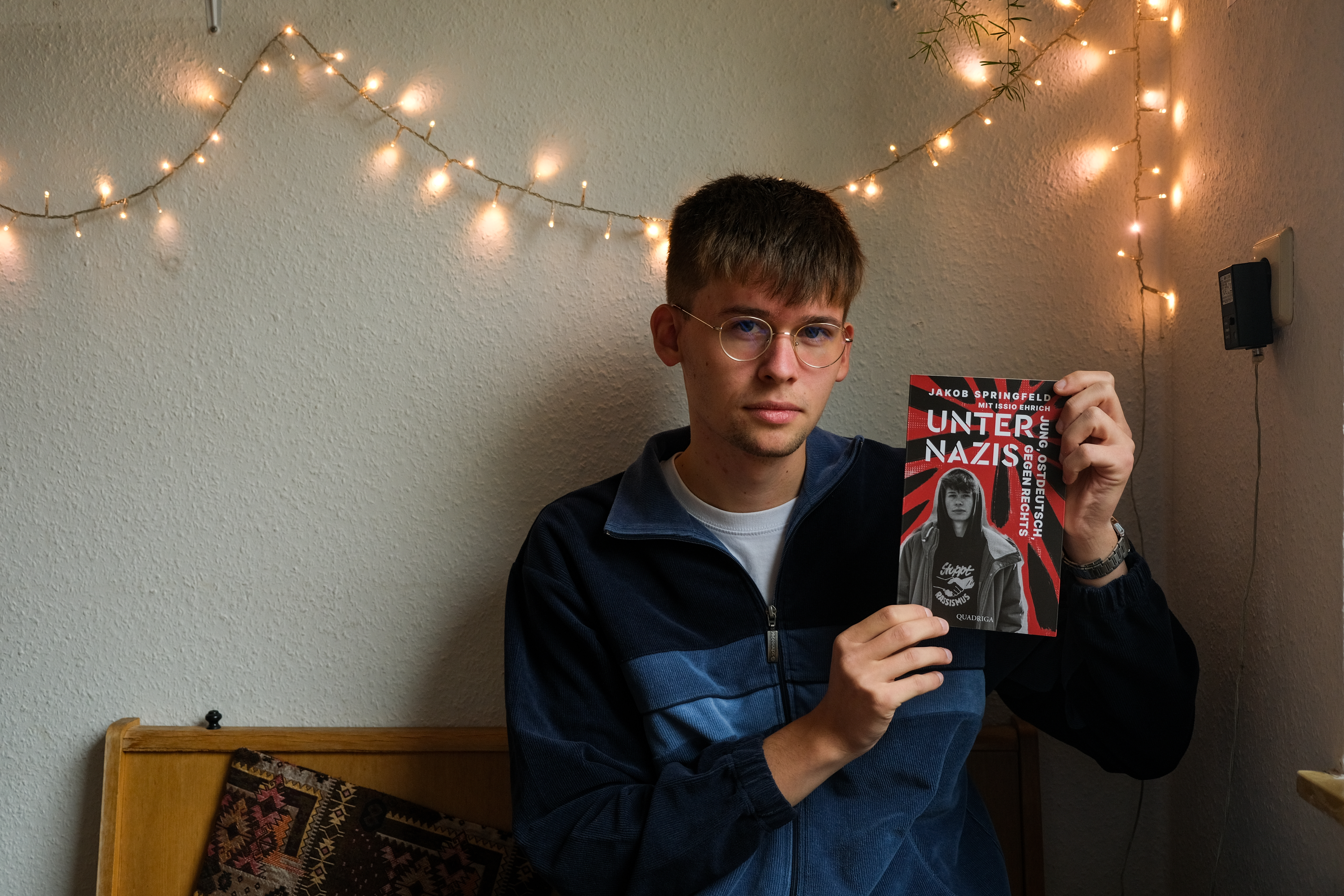
Jakob Springfeld mit Buch

Im November 2024 erhielt er ein Auftrittsverbot an der Hochschule für Technik, Wirtschaft und Kultur Leipzig (HTWK) für eine geplante Lesung aus seinem Buch. Die Hochschulleitung begründete dies mit Neutralitätspolitik und Sicherheitsbedenken aufgrund aktueller politischer Entwicklungen. Diese Entscheidung führte zu Kontroversen und wurde von einigen als Unterdrückung der Meinungsfreiheit kritisiert.

## Auszeichnungen
- 2019: Zeit-Campus-Auszeichnung als einer der 100 wichtigsten Ostdeutschen[10]
- 2020: Theodor-Heuss-Medaille für besonderes Engagement für Demokratie und Bürgerrechte[8][11]
- 2020: Young Rebels: 25 Jugendliche, die die Welt verändern![12]
- 2023: Zeit-Campus-Auszeichnung als einer von den 30 bis 30[13]
- 2024: Urania-Courage Preis[14]
- 2024: „Stromrebell des Jahres“[15]
- 2024: Movers of Tomorrow Award der Allianz Foundation[16]
- 2025: Spiegel: 100 Hoffnungsträger[17]
- 2025: Julius-Rodenberg-Medaille[18]
- 2025: Hildegard-Hamm-Brücher-Preis[19]

## Schriften
- mit Issio Ehrich: Unter Nazis. Jung, ostdeutsch, gegen Rechts. Quadriga, Köln 2022, ISBN 978-3-86995-124-9.
- Der Westen hat keine Ahnung, was im Osten passiert. Warum das Erstarken der Rechten eine Bedrohung für uns alle ist. Quadriga, Köln 2024, ISBN 978-3-86995-152-2.